# Empedoklo
Empedoklo (oko 490. pr. Kr. – 430. pr. Kr.) bio je grčki, predsokratovski filozof i živio je na grčkoj koloniji Siciliji. Pripadao je posrednicima  (s Anaksagorom), odnosno njegovo učenje je bilo između Heraklitovog i elejskog.

## Život
Odrastao je i razvijao se u okolini punog raznovrsnog duhovnog života. Kao sin ugledne i bogate obitelji imao je pristup svim znanjima svoga doba. U isti mah je bio pjesnik, filozof, prirodnjak, inženjer, liječnik, univerzalni čovjek. Cijenjen je i poštovan. Navodno je činio čuda, ili nešto što je sličilo na to, ponekad pomoću magije, a ponekad uz pomoć svog znanstvenog znanja. Kažu da je umro skočivši u krater Etne, kako bi dokazao da je bog.
Možda je bio sljedbenik pitagorejaca. Možda odao neke tajne i bio izbačen. Empedoklovi pogledi na religiju su, uglavnom, pitagorejski. 

## Spisi
Glavna djela "O prirodi" i "Očišćenje" koja su imala ≈ 5000 stihova od kojih je sačuvano ≈ 450. Pisao je u formi poeme, kao i Parmenides.

## Učenje
On je prvi uveo teoriju elemenata u filozofiju. Tvrdio je da je svijet građen od četiri elementa (koje je zvao korijeni): vode, zemlje, zraka i vatre. Pored ovih, pretpostavio je i postojanje Ljubavi (philia) da bi objasnio privlačenje različitih materija, i nečega zvanog Sukob (neikos) da bi objasnio njihovo razdvajanje. Ovu teoriju je prihvatio i razvio Aristotel i ona je ostala na snazi do renesanse.
Iako je imao mnogo sličnosti s Heraklitovom ontologijom, Empedokla se smatra mnogo tolerantnijim i blažim u svojim gledištima. Radi toga ga je Platon spomenuo u svom poznatom dijalogu "Sofist" kao "nježnu muzu": "A onda imamo i jonce, i u novije vrijeme sicilijanske muze, koje su došle do zaključka da je sigurnije ujediniti dva principa, i reći da je biće jedno i mnogo, i da se ovi drže zajedno pomoću mržnje i prijateljstva, uvijek rastavljeni, uvijek sastavljeni..." (Platom, Sofist)
Također, Empedoklo je bio i mistik i pjesnik, a neki ga smatraju i izumiteljem retorike. Gorgija je bio njegov učenik, i vjerojatno je pod utjecajem Empedokla Gorgija razvio misao da je retorika magija.
Kao osoba bio je arogantan, oblačio se u ljubičasto i tvrdio je da ga je vrlina znanja, kojeg je posjedovao, preobrazila u božanstveno biće i da može činiti čuda. Ipak, njegove radnje pokazuju da nije bio za neravnopravnost, borio se za očuvanje grčke demokracije i dopustio je da njegova učenja mogu i druge preobraziti u božanstvene. Čak je išao tako daleko da je govorio da su sva živa bića na istoj duhovnoj razini, i da ga je inspirirala pitagorejska duhovnost. U isto vrijeme, on nije samo tvrdio da je bog, nego priča govori da se, da bi dokazao svoju besmrtnost, bacio u aktivni vulkan (Etna na Siciliji), gdje je i umro. Neki dokazi govore da je umro u Grčkoj.
Empedoklo se smatra posljednjim grčkim filozofom koji je pisao u stihu, a preostali fragmenti njegovog učenja su iz njegovih pjesama, Pročišćenje i O prirodi.
Empedoklo se pojavljuje i u djelu Fridriha Holderlina Tod des Empedokles (Empedoklova smrt), čije su dvije inačice napisane između 1798. i 1800. godine treća inačica je prikazana javno 1826. godine.
Originalnost Empedokla, izuzev nauke, sastoji se u učenju o četiri elementa i primjeni dva principa, Ljubavi i Razdora, u tumačenju promjene. On je odbacio monizam i smatrao da tok prirode određuju slučaj i nužda, prije nego svrha. Nastojao je pomiriti i spojiti mišljenja svojih prethodnika. Usvojio je Parmenidesovo stajalište da biće jest i da je materijalno, da ne može nastati ili propasti. Trebao je naći put pomirenja s kretanjem i promjenom i kaže da je cjelina propadljiva, ali da su materijalne čestice od kojih su sastavljene neuništive. Sve nastaje i nestaje miješanjem i razdvajanjem elemenata, elementi su nepromjenljivi, Ljubav i Mržnja su fizičke i materijalne sile.
Empedoklova filozofija zasniva se na svojevrsnom i originalnom spajanju Herakleitosovih teza o vječnom kretanju i elejske filozofije nepokretnog i jednog bitka. Mješavina elejske i herakleitosove škole. Elejsko ta četiri elementa su nepromjenljiva, ne nastaje jedan od drugog. Možda je čuo za Herakleitosa, ljudi su putovali, prenosili knjige.
Po Empedoklu postoje četiri vječna osnovna elementa, koje on naziva «korjenma stvari», a koji su kvalitativno različiti ali djeljivi. Ta četiri elementa su: vatra, zrak, voda i zemlja. Stoheion (slovo u riječi) – elemenat – korijen. Svaki od ovih elemenata je vječit, ali se može mješati u različitim srazmjerama i tako stvarati promjenljive složene supstance koje nalazimo na svijetu. Ti korijeni su unutar sebe nepromjenljivi – elejska filozofija. Sve postaje njihovim miješanjem, spajanjem i rastavljanjem koje je izazvano dvjema elementarnim silama: ljubavlju (privlačna sila) i mržnja (odbojna sila). Kada djeluje sama ljubav, elementi predstavljaju savršenu ljepotu, a potpuna je rastavljenost elemenata izazvana mržnjom, druga krajnost pa se između tih dviju suprotnosti odvija cjelokupno zbivanje. Ljubav i Mržnja su pokretači. Problem Ljubavi (spaja) i Mržnje (razdvaja) je u tome što se čini da se i obrnuto zbiva.
Elementi ili korijeni stvari su nepromjenljivi, oni uvijek ostaju jer «kuda bi se mogli izgubiti kada nema prostora koji nije ispunjen njima?» oni «nemaju postanka» već su samo ljudi tom procesu premještanja i miješanja dali imena postanka i kraja. Ti elementi su po sebi pasivni, iznutra mrtvi, pa ih tek izvanjska sila, tj. ljubav i mržnja, stavlja u pokret.
Svijet je po Empedoklu nastao tako što je ljubav izazvala usred rastavljenih elemenata, kretanje, vrtlog koji postupno obuhvaća sve više elemenata. Kad ljubav sve osvoji svijet se nalazi u stanju potpunog mira: «svjetske kugle» blaženom blaženstvu. Ali poslije izvjesnog vremena, s periferije otpočinje, zbog mržnje, postupno rastavljanje elemenata.
Poslije određenih razdoblja, uvijek iznova i u cikličkim razmacima, nastaju neprekidno nova stvaranja svijeta. Beskonačne djeljivosti tvari uzrokuju događanje, ali prostor je uvijek čitav ispunjen, učenje preuzeto od Parmenida.
U spoznajnoj teoriji Empedoklo brani tezu da se slično spoznaje sličnim. Vanjski svijet i čovjek sastoje se od jednih te istih elemenata, subjekti i objekti u biti nisu različit i upravo to omogućuje spoznaju.

## Gnoseologija
Čovjek je najsavršenija mješavina svih stihija, sposoban da sazna svijet. Kratkovremenost života nas sprječava da saznamo potpunu istinu, te vidimo samo dijelove, a ne cjelinu. Organska bića postala su po Empedoklu spajanjem pojedinih organskih dijelova, ruku, nogu, glava i sl., a održali su se samo oni spojevi koji su bili sposobni za žviot.
Prvi je zapazio da je bol nesklad između našeg tijela i vanjskih dojmova.

## Etičko-religiozno učenje
Dobio je jak poticaj od orfičkog učenja o seobi duše. Odbacuje svaki antropomorfizam, samo se ljubav smije poštovati. Nikakav živi stvor ne smije se ubijati.

## Relevantni članci
- Filozofija
- Anaksagora
- Diogen Apolonjanin
- Posrednici

## Vanjske poveznice
- Empedoklo u filozofskom riječniku
- Empedoklo fragmenti i komentari
- Empedoklo- internetska enciklopedija filozofije